# صموئيل لورنغ موريسون
صموئيل لورنغ موريسون (من مواليد 30 أكتوبر 1944) خبير استخبارات أمريكي سابق أدين بالتجسس وسرقة أملاك الحكومة عام 1985 وعُفي عنه عام 2001. وهو «المسؤول الحكومي الأمريكي الوحيد على الإطلاق الذي أدين لإعطائه معلومات سرية إلى الصحافة».

## النشأة
وُلد موريسون في لندن في إنجلترا، تركّز عمل والده خلال الحرب العالمية الثانية. جده من جهة الأب صموئيل إليوت موريسون، مؤرخ بحري متميز ولواء في القوات البحرية في البحرية الاحتياطية وأستاذً في جامعة هارفارد. أمضى موريسون معظم سنوات شبابه في نيويورك وماين. التحق بأكاديمية تابور، وهي مدرسة إعدادية في ماساتشوستس وتخرج من جامعة لوافيل عام 1967.

## السيرة المهنية
عمل موريسون محللًا استخباراتيًا في مركز دعم الاستخبارات البحرية في سوتلاند بماريلاند من عام 1974 إلى عام 1984، وتخصص في السفن البرمائية السوفيتية وسفن زرع الألغام. خلال تلك السنوات، كسب موريسون أيضاً 5000 دولار سنوياً كمساهم بدوام جزئي ومحرر القسم الأمريكي في سفن قتال جين (جين فايتينغ شيبس) ومقره لندن، وهو عمل مرجعي سنوي عن أساطيل العالم.
قادته الصراعات مع مشرفيه للبحث عن منصب بدوام كامل مع جين في لندن. في هذا الوقت، بدأ يتخطى حدود المعلومات المسموح بها والتي يمكن إرسالها إلى جين. وبصفته محلل سفينة برمائية من طراز جي اس- 12 مع تصريح سري للغاية، وفر موريسون لجين ثلاث صور أقمار صناعية سرية التقطها من مكتب زميل عمل في مركز دعم الاستخبارات البحرية في يوليو 1984. نزع موريسون وسوم التحكم السرية عنهم قبل إرسالهم بالبريد إلى جين.\
نُشرت سهواً صورتان التقطتا بواسطة القمر الصناعي ك هـ- 8 أو ك هـ- 9 لطائرة سوفيتية في سجلات جلسات الكونغرس عام 1984. في العام نفسه زودت مجلة دفاع جين الأسبوعية (جين ديفينس ويكلي) بالعديد من الصور المأخوذة بواسطة القمر الصناعي ك هـ- 11 لمنشأة بناء سفن بحرية سوفيتية. سُربت صورة ك هـ- 11 المحسنة بالحاسوب عام 1984، المأخوذة بزاوية مائلة، مع صورتين أُخريين إلى جين ديفينس ويكلي. تظهر الصورة التخطيط العام لحوض بناء سفن ميكولايف 444 على البحر الأسود. وحاملة الطائرات من طراز كييف تحت الإنشاء، الأدميرال غورشكوف، سميت في الأصل خاركوف ثم باكو لاحقاً، مع سفينة إنزال برمائية.
وفقاً للنيابة العامة لحكومة الولايات المتحدة الأمريكية، زود موريسون جين بنسخة من تقرير سري عن الضرر في القاعدة البحرية السوفيتية في سيفيرومورسك والذي نتج عن انفجار عام 1984.

## المقاضاة والعفو
أشار تحقيق مشترك أجرته دائرة التحقيقات البحرية ومكتب التحقيقات الفيدرالي إلى موريسون، الذي اعتُقل في 1 أكتوبر 1984. كشف بحث عن شقته في كروفتون بولاية ماريلاند عن عدة مئات من الوثائق الحكومية، بعضها سري. لم يُظهر المحققون أبداً أي نية لتقديم المعلومات إلى جهاز استخبارات معادي. اتُهم موريسون بالتجسس وسرقة أملاك الحكومة. أخبر موريسون المحققين أنه أرسل الصور إلى جين لأن «الجمهور يجب أن يكون على دراية بما يجري على الجانب الآخر»، المعنى أن حاملة الطائرات الجديدة التي تعمل بالطاقة النووية ستغير القدرات السوفيتية. وقال «إذا عرف الشعب الأمريكي ما الذي يفعله السوفيت، سيزيدون ميزانية الدفاع». اعتقدت مصادر الاستخبارات البريطانية أن دوافعه وطنية. شددت النيابة العامة على المكاسب الاقتصادية الشخصية وشكاوى موريسون حول وظيفته الحكومية. كتب موريسون ذات مرة إلى رئيس تحريره في جين: «ولائي لجين هو فوق السؤال».
أدين موريسون في المحكمة الفيدرالية بتهمتي تجسس وتهمتي سرقة أملاك حكومية في 17 أكتوبر 1985. حُكِم عليه بالسجن لمدة عامين في 4 ديسمبر 1985. رفضت المحكمة العليا النظر في دعوى استئنافه عام 1988.
واصلت إدارة ريغان حملتها ضد التسريبات بعد إدانة موريسون. فُصِل مساعد وكيل وزارة الدفاع لمشاركة معلومات سرية مع الصحفيين في أبريل 1986. في مايو هدد مدير وكالة المخابرات المركزية وليام كيسي بمحاكمة خمس منظمات إخبارية -واشنطن بوست وواشنطن تايمز ونيويورك تايمز وتايم ونيوزويك- ونجح في تأخير نشر أخبار واشنطن بوست.
نتيجة لقضية موريسون، غُيرت المبادئ التوجيهية لفصل التصاريح الأمنية لتشمل النظر في الأنشطة الخارجية التي تنطوي على تضارب محتمل في المصلحة.
طلب السناتور دانييل باتريك موينيهان الاستئناف عام 1998 على أساس «التطبيق الخاطئ لهذا القانون والشذوذ في هذه الإدانة الفردية في واحد وثمانين عاماً». استشهد بأمثلة لحالات التجسس الخطيرة المكشوفة من قبل مشروع فينونا والتي لم تُتابع، ذكر بشكل محدد ثيودور هول، وغيرها من الحالات التي أبعِدت بما في ذلك قضيتي دانييل إلسبرغ وأنتوني روسو.
عفا الرئيس كلينتون عن موريسون في 20 يناير 2001 وهو اليوم الأخير من رئاسته، على الرغم من معارضة وكالة المخابرات المركزية الأمريكية للعفو.

## نشاط ما بعد العفو
اعتقِل موريسون واتُهم بسرقة أملاك الحكومة من أرشيف البحرية في واشنطن العاصمة في يونيو 2014. تعلقت المحفوظات بجده، اللواء صمويل إليوت موريسون. حُكم عليه بالسجن لمدة عامين تحت المراقبة بشرط أن يساعد في إعادة الوثائق.